# Cyclorama (groupe)
Pour les articles homonymes, voir Cyclorama.
Cyclorama est un groupe luxembourgeois de rock.

## Histoire
Sébastien Laas forme Cyclorama en 2007 en tant que projet solo. En 2009, il sort l'album This is Aerial Spacerock, Keep Your Hair On!! produit et enregistré, sorti en 2010. En 2009, le batteur Pit Reyland rejoint le projet, suivi par le bassiste Yves Stephany. Ils donnent plusieurs concerts ensemble, et enregistrent également plusieurs EP, dont Soundwave (2011).
Yves Stephany quitte le projet en 2014. L'année suivante, Cyclorama sort l'album Astral Bender sur le label français Chez Kito Kat. Il dure 42 minutes et est plus influencé par la nouvelle vague que les versions précédentes. La soirée de sortie a lieu au studio le 5 décembre 2015 au Den Atelier.
En 2023, Cyclorama sort l'album Kill the Myth, sur lequel le chant peut être entendu pour la première fois. Le chanteur est Sébastien Laas. La septième et dernière chanson de l'album, Sleep Underneath, dure plus de 20 minutes. La soirée de sortie a eu lieu le 6 mai aux Rotondes,.
Sébastien Laas était ou est également guitariste des groupes Fracture (2005-2012) et Daily Vacation (depuis 2012). Il a un autre projet appelé Lunar Boy From Salem. Yves Stephany était bassiste dans les groupes John McAsskill et Metro.

## Discographie

### Albums studio
- 2008 : May VII. Live at Mudam (album, avec The Tobacco Company)
- 2010 : This Is Aerial Spacerock, Keep Your Hair On!!
- 2014 : Astral Bender
- 2017 : Cyclorama
- 2023 : Kill the Myth

### EP
- 2007 : Meeting Planets
- 2011 : Honeymoon (Cyclorama, sug(r)cane & Cinemascope)
- 2011: Soundwave (Cinemascope & Cyclorama)
- 2011 : Twin Asteroid (Cinemascope & Cyclorama)
- 2011 : Neutra
- 2015 : Zodiac Free (Cinemascope & Cyclorama)
- 2020 : Remixes